# Division I (Schach) 1978/79
Die Saison 1978/79 war die 10. Spielzeit der Allsvenskan im Schach.

## Termine
Die Wettkämpfe der Vorrunde fanden statt am 22. Oktober, 12. November, 3. Dezember 1978, 14. Januar, 4. und 25. Februar sowie 18. März 1979.

## Division I Norra
In der Nord-Staffel setzte sich der SK Rockaden Stockholm durch. Den zweiten Platz im Finalturnier sicherte sich die Solna Schacksällskap, während der Wasa SK (im Vorjahr noch Staffelsieger) als Dritter das Nachsehen hatte. Aus der Division II waren die Vällingby Schacksällskap und KH Allians-72 aufgestiegen. Während Vällingby den Klassenerhalt erreichte, musste KH Allians-72 zusammen mit dem Hägersten SK absteigen.

### Abschlusstabelle
| Pl. | Verein                       | Sp | G | U | V | MP   | Brett-P.  |
| --- | ---------------------------- | -- | - | - | - | ---- | --------- |
| 01. | SK Rockaden Stockholm        | 7  | 5 | 2 | 0 | 12:2 | 35,5:20,5 |
| 02. | Solna Schacksällskap         | 7  | 5 | 1 | 1 | 11:3 | 32,5:23,5 |
| 03. | Wasa SK (V)                  | 7  | 4 | 1 | 2 | 9:5  | 32,5:23,5 |
| 04. | Vällingby Schacksällskap (N) | 7  | 3 | 1 | 3 | 7:7  | 25,0:31,0 |
| 05. | Akademiska SK Uppsala        | 7  | 3 | 0 | 4 | 6:8  | 31,5:24,5 |
| 06. | Upsala ASS                   | 7  | 2 | 1 | 4 | 5:9  | 24,5:31,5 |
| 07. | KH Alliansen-72 (N)          | 7  | 1 | 2 | 4 | 4:10 | 22,5:33,5 |
| 08. | Hägersten SK                 | 7  | 1 | 0 | 6 | 2:12 | 20,0:36,0 |

### Entscheidungen
|     | Teilnehmer am Finalturnier: SK Rockaden Stockholm, Solna Schacksällskap |
|     | Absteiger in die Division II: KH Alliansen-72, Hägersten SK             |
| (V) | Staffelsieger der letzten Saison                                        |
| (N) | Aufsteiger der letzten Saison                                           |

## Division I Södra
In der Süd-Staffel lag das Feld dicht zusammen, nur ein Mannschaftspunkt Differenz trennte den ersten vom sechsten Platz. Die beiden Aufsteiger Jönköpings Schacksällskap und Åstorps Schacksällskap sicherten sich die beiden Plätze im Finalturnier, während der Vorjahresmeister Lunds ASK als Vierter leer ausging. Abgeschlagen auf den Abstiegsplätzen landeten die SS Allians Skänninge (im Vorjahr noch Teilnehmer am Finalturnier) und die Schacksällskapet Manhem.

### Abschlusstabelle
| Pl. | Verein                        | Sp | G | U | V | MP   | Brett-P.  |
| --- | ----------------------------- | -- | - | - | - | ---- | --------- |
| 01. | Jönköpings Schacksällskap (N) | 7  | 4 | 1 | 2 | 9:5  | 33,0:23,0 |
| 02. | Åstorps Schacksällskap (N)    | 7  | 4 | 1 | 2 | 9:5  | 31,5:24,5 |
| 03. | Limhamns SK                   | 7  | 3 | 2 | 2 | 8:6  | 31,0:25,0 |
| 04. | Lunds ASK (M,V)               | 7  | 3 | 2 | 2 | 8:6  | 29,5:26,5 |
| 05. | Lundby Schacksällskap         | 7  | 3 | 2 | 2 | 8:6  | 28,0:28,0 |
| 06. | SK Kamraterna                 | 7  | 3 | 2 | 2 | 8:6  | 28,0:28,0 |
| 07. | SS Allians Skänninge          | 7  | 2 | 0 | 5 | 4:10 | 21,0:35,0 |
| 08. | Schacksällskapet Manhem       | 7  | 1 | 0 | 6 | 2:12 | 22,0:34,0 |

### Entscheidungen
|     | Teilnehmer am Finalturnier: Jönköpings Schacksällskap, Åstorps Schacksällskap |
|     | Absteiger in die Division II: SS Allians Skänninge, Schacksällskapet Manhem   |
| (M) | Meister der letzten Saison                                                    |
| (V) | Staffelsieger der letzten Saison                                              |
| (N) | Aufsteiger der letzten Saison                                                 |

## Finalturnier
Das Finalturnier fand vom 6. bis 8. April in Linköping statt. Die Solna Schacksällskap, die Jönköpings Schacksällskap und die Åstorps Schacksällskap besiegten alle den SK Rockaden Stockholm und erzielten im direkten Vergleich je einen Sieg und eine Niederlage, so dass die Brettpunkte entscheiden mussten. Solna wies einen halben Brettpunkt Vorsprung auf Jönköping und 3,5 Brettpunkte Vorsprung auf Åstorp auf und wurde damit schwedischer Mannschaftsmeister.

### Abschlusstabelle
| Pl. | Verein                    | Sp | G | U | V | MP  | Brett-P.  |
| --- | ------------------------- | -- | - | - | - | --- | --------- |
| 01. | Solna Schacksällskap      | 3  | 2 | 0 | 1 | 4:2 | 14,5:9,5  |
| 02. | Jönköpings Schacksällskap | 3  | 2 | 0 | 1 | 4:2 | 14,0:10,0 |
| 03. | Åstorps Schacksällskap    | 3  | 2 | 0 | 1 | 4:2 | 11,0:13,0 |
| 04. | SK Rockaden Stockholm     | 3  | 0 | 0 | 3 | 0:6 | 8,5:15,5  |

### Entscheidungen
|  | Schwedischer Mannschaftsmeister: Solna Schacksällskap |

### Kreuztabelle
| Ergebnisse | Ergebnisse                | 01. | 02. | 03. | 04. |
| ---------- | ------------------------- | --- | --- | --- | --- |
| 01.        | Solna Schacksällskap      |     | 5   | 3   | 6½  |
| 02.        | Jönköpings Schacksällskap | 3   |     | 6½  | 4½  |
| 03.        | Åstorps Schacksällskap    | 5   | 1½  |     | 4½  |
| 04.        | SK Rockaden Stockholm     | 1½  | 3½  | 3½  |     |

## Die Meistermannschaft
| 1.            | Solna Schacksällskap |
| Schachfiguren | Christer Bergström, Lars Holmstrand, Johnny Ivarsson, Magnus Bergström, Toni Aperia, Kjell Häggvik, Kenneth Josefsson, Björn Öhlund. |